# Дезире Уест
Дезире Уест (на английски: Desiree West) е бивша американска порнографска актриса, родена на 25 август 1954 г. в САЩ. Дебютира като актриса в порнографската индустрия през 1974 г., когато е на 20 годишна възраст, и става първата афроамериканка в този бранш. Приключва кариерата си през 1980 година, но се появява във филми в началото на 1980-те.
В средата на 1990-те X-Rated Critics Organization награждава Уест с отличието XRCO зала на славата.